# Stráňavy
Stráňavy (en allemand : Straniau ; en hongrois : Felsőosztorány) est une commune de la région de Žilina, en Slovaquie.

## Histoire
La première mention écrite du village date de 1356.

## Démographie

### Évolution de la population
| Année:               | 1994. | 2004.   | 2014.   | 2024.   |
| -------------------- | ----- | ------- | ------- | ------- |
| Nombre de personnes: | 1756  | 1831    | 1865    | 1897    |
| Différence:          |       | +4,27 % | +1,85 % | +1,71 % |

| Année:               | 2023. | 2024.   |
| -------------------- | ----- | ------- |
| Nombre de personnes: | 1901  | 1897    |
| Différence:          |       | -0,21 % |